# 科加雷姆
62°16′N 74°29′E / 62.267°N 74.483°E
科加雷姆（羅馬化：Kogalym）是俄羅斯漢特-曼西自治區東部的一個城市。距漢特-曼西斯克東北325公里。2002年人口55,637人。
1975年因發現油田而建立，1985年8月15日建市。